# Timothy Leary
Timothy Francis Leary (Springfield, Massachusetts, 22. listopada 1920. – Beverly Hills, Kalifornija, 31. svibnja 1996.), američki pisac, psiholog i aktivist.

## Znanstvena karijera
Bio je voditelj kampanja za upotrebu i istraživanje psihodeličnih droga, 60-ih je bio kontrakulturna ikona i dizajner računalnog softwarea. Najpoznatiji je kao zagovornik terapeutske upotrebe te duhovnih kvaliteta koje se ostvaruju uzimanjem LSD-a. Tijekom 1960-ih, osmislio je popularnu frazu: "Turn on, tune in, drop out". 
Leary sa svojim suradnikom Richardom Alpertom (kasnije poznatim kao Ram Dass) započinje Harvard Psilocybin Project radeći istraživanja o učincima psilocibina i kasnije LSD-a na studentima koji su se dobrovoljno uključili u istraživanje.

## Vanjske poveznice
- TimothyLeary.us  Arhivirana inačica izvorne stranice od 19. siječnja 2008. (Wayback Machine)